# Slavoljub Đorđević
Slavoljub Đorđević (serbisch-kyrillisch Славољуб Ђорђевић; * 15. Februar 1981 in Belgrad) ist ein ehemaliger serbischer Fußballspieler.

## Karriere
Đorđević begann seine Karriere bei Milicionar Beograd, von wo er 2000 nach Bulgarien zu Spartak Varna wechselte. Nach nur einem Jahr im Ausland wechselte er zurück in die Heimat zu FK Radnički Niš, wo er wiederum nur ein Jahr blieb, danach ging es nach Bosnien-Herzegowina zu NK Jedinstvo Bihać, welchen er in Richtung FK Leotar Trebinje verließ.
Nach seiner Zeit in Bosnien unterschrieb er 2004 beim FK Roter Stern Belgrad, von wo er den Sprung nach Russland wagte. Nach einem Jahr bei Alanija Wladikawkas ging es mit Đorđević für ein Jahr weiter in die Ukraine zu Krywbas Krywyj Rih. Danach kehrte er wieder nach Russland zurück und spielte für Schinnik Jaroslawl, wo er diesmal sogar zwei Jahre blieb.
Seit Januar 2009 spielt er in Österreich beim SCR Altach. Sein Debüt gab Đorđević am 27. Februar 2009 gegen den FK Austria Wien, wo er durchspielte und in der 12. Minute eine gelbe Karte erhielt. Altach gewann 2:1.
Nach seinem Zwischenspiel in Österreich wechselte Djordjevic zurück zum FK Roter Stern Belgrad. Er wurde Stammkraft in der Abwehr und erreichte mit seiner Mannschaft in der Saison 2009/10 die Vizemeisterschaft. Anfang 2011 verpflichtete ihn der usbekische Verein Bunyodkor Taschkent. Dort beendete er Ende 2012 seine Karriere.